# Internationale luchthaven Guangzhou Baiyun
De internationale luchthaven Guangzhou Baiyun (Chinees: 广州白云国际机场, Hanyu pinyin: Guǎngzhōu Báiyún Guójì Jīchǎng) is een luchthaven op 28 kilometer ten noorden van Guangzhou, Guangdong, China.
In 2017 was het de op twee na drukste vliegveld van geheel China wat betreft passagiers, vracht en vliegtuigbewegingen. Er passeerden dat jaar 65 miljoen passagiers. De luchthaven is een hub voor China Southern Airlines, FedEx Express, Hainan Airlines, Shenzhen Airlines en 9 Air.
De luchthaven wordt aangevlogen door heel wat buitenlandse luchtvaartmaatschappijen waaronder Air France, Aeroflot, Turkish Airlines, Emirates, All Nippon Airways, Japan Airlines en Singapore Airlines.
Op 26 april 2018 werd Terminal 2 geopend, die vooral gebruikt wordt door China Southern Airlines en SkyTeam leden.

## Statistieken
| Jaar | Passagiers (x 1000) | Vracht (x 1000 ton) | Vliegtuig- bewegingen (x 1000) |
| ---- | ------------------- | ------------------- | ------------------------------ |
| 2010 | 40.976              | 1144                | 329                            |
| 2011 | 45.040              | 1180                | 349                            |
| 2012 | 48.309              | 1249                | 373                            |
| 2013 | 52.450              | 1310                | 394                            |
| 2014 | 54.780              | 1454                | 412                            |
| 2015 | 55.202              | 1538                | 410                            |
| 2016 | 59.732              | 1652                | 435                            |
| 2017 | 65.807              | 1780                | 465                            |